# Kleingebiet Kistelek
Das Kleingebiet Kistelek (ungarisch  Kisteleki kistérség) war bis Ende 2012 eine ungarische Verwaltungseinheit (LAU 1) innerhalb des Komitats Csongrád in der Südlichen Großen Tiefebene. Im Zuge der Verwaltungsreform von 2013 gingen alle sechs Ortschaften in den Kreis Kistelek (ungarisch Kisteleki járás) über.
Auf einer Fläche von 410,20 km² lebten 18.429 Einwohner. Das Kleingebiet hatte die niedrigste Einwohnerzahl und die niedrigste Bevölkerungsdichte (45 Einwohner/km²) im Komitat.
Der Verwaltungssitz war die einzige Stadt, Kistelek (7.138 Ew.).

## Ortschaften
Folgende sechs Ortschaften gehörten zum Kleingebiet Kistelek
| Baks     | Balástya    | Csengele   |
| Kistelek | Ópusztaszer | Pusztaszer |